# Huisapotheek
Een huisapotheek is een kleine voorraad eenvoudige verband- en geneesmiddelen die over het algemeen zonder voorschrift van een arts gebruikt kunnen worden.
Naast de verbandmiddelen bevat een huisapotheek pijnstillers, ontsmettingsmiddelen (betadine, sterilon), diarreeremmers, laxeermiddelen en zalven. Een koortsthermometer, pincet, pipetten, tekentang en een goede verbandschaar behoren vaak ook tot de standaarduitrusting. Daarnaast kan men denken aan een EHBO-boekje met informatie over hoe te handelen bij kleine verwondingen of ziekten en een lijstje met belangrijke telefoonnummers.

## Standaarduitrusting
De volgende lijst is slechts een algemeen voorbeeld; men maakt gewoonlijk een aan de persoonlijke situatie aanpaste keuze.
- verbandmiddelen
  - Hechtpleisters, met en zonder gaasje
  - Snelverbanden in verschillende maten
  - Steriele gaasjes (5 × 5 cm en 10 × 10 cm)
  - Mitella
  - Zwachtels (elastisch)
  - Verbandwatten
- hulpmiddelen
  - Tekentang of -lepel
  - Pincet
  - Verbandschaar
  - Veiligheidsspelden
  - Latex handschoen
  - Zacht handborsteltje
  - Oogbadje
- geneesmiddelen
  - Hoestdrank
  - Huidontsmettingsmiddel
  - Maagzuurwerend middel
  - Middel tegen insectenbeten
  - Neutrale toiletzeep of ontsmettende zeep
  - Pijnstillers, voor volwassenen resp. kinderen
  - Zalf tegen spierpijn of verstuikingen
  - Zonnebrandmiddel en aftersun

## Bewaren
De huisapotheek kan het beste op een koele, droge en donkere en afgesloten, kinderveilige plaats met een gelijkmatige temperatuur worden opgeborgen. Geneesmiddelen worden bewaard in de originele verpakking met bijsluiter. Kindergeneesmiddelen en die voor volwassenen worden bij voorkeur apart gehouden. Verzorgingsmiddelen of medicijnen voor huisdieren worden niet in de huisapotheek bewaard.
Door de middelen regelmatig te controleren op de uiterste houdbaarheidsdatum wordt voorkomen dat zij onbruikbaar blijken op het moment dat zij nodig zijn. Hulpmiddelen zoals schaar, pincet en dergelijke bergt men hygiënisch op.